# Melithaea bicolor
Melithaea bicolor is een zachte koraalsoort uit de familie Melithaeidae. De koraalsoort komt uit het geslacht Melithaea. Melithaea bicolor werd in 1908 voor het eerst wetenschappelijk beschreven door Nutting. 